# إيلوت

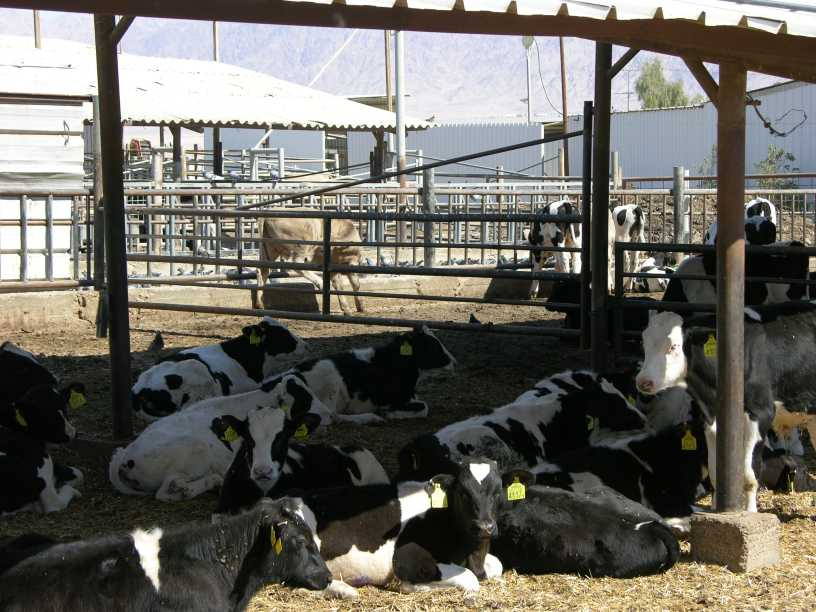
مزرعة ابقار

ايلوت (بالإنجليزية: Eilot) (بالعبرية: אֵילוֹת) هو كيبوتس في أقصى جنوب إسرائيل. بمنطقة وادي عربة بالقرب من الحدود مع الأردن، وأقل من كيلومتر من شمال إيلات، ويزيد قليلا عن 3 كيلومترات شمال البحر الأحمر، داخل حدود المجلس الإقليمي "حيفل إيلوت"-"חבל אילות".، أقيم كيبوتس إيلوت في عام 1962.

## الإنشاء
بدأت عملية إنشاء الكيبوتس في عام 1955، عندما استقرت مجموعة من مزارعي "الكيبوتس الموحد"-"הקיבוץ המאוחד" - "السريّة" كما أطلق عليها آنذاك, على شواطئ البحر الأحمر في قرية أم الرشراش المهجرة. عمل أعضاء السريّة في وظائف مختلفة في إيلات، مثل صيد الأسماك وزراعة بساتين التمر وزراعة الأراضي المالحة بالقرب من المدينة، رغبة منهم في دراسة إمكانيات كسب العيش في المستقبل.
في نهاية نوفمبر 1962 تم إنشاء المستوطنة في مكانها الحالي، على تل شمال إيلات.تألفت مجموعة مؤسسي الكيبوتس من 15 عضوا فقط. على مر السنين، انضموا إليهم مجموعة "جرعيني ناحال"-"גרעיני נח"ל" وهي مجموعة تطوعية في الجيش الإسرائيلي وعائلات شابة من المدينة و كيبوتسات أخرى من جميع أنحاء الدولة.

## الاقتصاد
على مر السنين، أجريت العديد من التجارب في إنشاء صناعات جديدة، وفي الوقت نفسه تم إغلاق الصناعات الغير مجدية اقتصاديًا. في السنوات التي تلت إقامة المستوطنة، مر الكيبوتس بعدد غير قليل من الأزمات الاجتماعية والاقتصادية. في السنوات الأخيرة، مر الكيبوتس ايضا بعمليات اجتماعية واقتصادية شملت تغييرات في مجالات المجتمع والتعليم والهيكل التنظيمي والتوظيف والاستيعاب. تم إجراء التغييرات من منظور طويل الأمد ومحاولة لتكييف نمط الحياة مع مجتمع الكيبوتس في السنوات القادمة.